# Риган, Бриджит
Бри́джит Кэ́трин Ри́ган (англ. Bridget Catherine Regan; род. 3 февраля 1982, Карлсбад, округ Сан-Диего, Калифорния) — американская актриса кино и театра. В 2008 году Бриджет Риган сыграла главную роль в фэнтезийном сериале «Легенда об Искателе» (по мотивам произведений Терри Гудкайнда из цикла «Меч Истины»).

## Биография
Бриджит Кэтрин Риган родилась в городе Карлсбад округа Сан-Диего, штат Калифорния. После окончания школы искусств в Северной Каролине (англ. University of North Carolina School of the Arts), Бриджит решила выбрать актёрскую карьеру и переехала в Нью-Йорк.
С 15 августа 2010 года Бриджит замужем за помощником режиссёра Имоном О’Салливаном (англ. Eamon O'Sullivan), с которым познакомилась на съёмках сериала «Легенда об Искателе» в Новой Зеландии. У супругов двое детей — дочь Фрэнки Джин О’Салливан (родилась 27 декабря 2010 года) и сын Бернард «Барни» Мун О’Салливан (родился 28 февраля 2018 года).

## Карьера
В кино Бриджит впервые появилась в 2006 году. Так же Бриджит Риган участвовала в постановках и шоу Бродвея (например, в комедийном шоу «Он мёртв?» в 2007—2008 годах) и калифорнийского театра «La Jolla» (англ. La Jolla Playhouse).
В 2009 году Риган спродюсировала «Camp Wanatachi», мюзикл, премьера которого состоялась в нью-йоркском театре «La MaMa ETC» (англ. La MaMa Experimental Theatre Club) в январе 2011 года.
В начале 2013 года Бриджит появилась в четырёх сериях «Красавицы и чудовища», а после получила главную роль в телефильме ABC «Убийство на Манхэттене». В этом же году актриса получила роль в 5-м сезоне сериала «Белый воротничок», где сыграла Ребекку Лоу, которой увлечён главный герой сериала Нил Кэффри, персонаж Мэтта Бомера. В 2014 году вышел фильм «John Wick», где Бриджит появилась вместе с Киану Ривзом и Уиллемом Дефо.

## Фильмография
| Год       |     | Русское название                      | Оригинальное название        | Роль                                     |
| --------- | --- | ------------------------------------- | ---------------------------- | ---------------------------------------- |
| 2006      | тф  | Свадебный альбом                      | The Wedding Album            | Кейт                                     |
| 2006      | с   | Продюсер                              | Love Monkey                  | Женщина                                  |
| 2006      | кор | Ослеплённые                           | Blinders                     | Вивиан                                   |
| 2006—2007 | с   | Закон и порядок: Преступное намерение | Law & Order: Criminal Intent | Агент Клаудиа Шенкли                     |
| 2007      | тф  | Высшие ухаживания                     | Supreme Courtships           | Холли                                    |
| 2007      | с   | Американское приключение              | American Experience          | Анджелика Шиппен                         |
| 2007      | с   | Шестеро                               | Six Degrees                  | Диана Фосс                               |
| 2007      | ф   | Няньки                                | The Babysitters              | Тина Тачмэн                              |
| 2007      | с   | Братья Доннелли                       | The Black Donnellys          | Триш Хьюгос                              |
| 2008      | ф   | Секс в большом городе                 | Sex and the City             | официантка                               |
| 2008      | с   | Новый Амстердам                       | New Amsterdam                | Дафна Таккер                             |
| 2008—2010 | с   | Легенда об Искателе                   | Legend of the Seeker         | Кэлен Амнелл                             |
| 2010      | ф   | Лучший и самый яркий                  | The Best and the Brightest   | Робин                                    |
| 2011      | с   | Морская полиция: Лос-Анджелес         | NCIS: Los Angeles            | Элизабет Смит                            |
| 2011      | тф  | Укрытие                               | Hide                         | Аннабелль Грейнджер                      |
| 2011      | с   | В поле зрения                         | Person of Interest           | Венди Макналли                           |
| 2012      | с   | Граница                               | The Frontier                 | Ханна                                    |
| 2012      | с   | Восприятие                            | Perception                   | Виктория Риланд                          |
| 2013      | тф  | Убийство в Манхэттене                 | Murder in Manhattan          | Лекс Саттон                              |
| 2013      | с   | Красавица и чудовище                  | Beauty and the Beast         | Алекс Солтэр                             |
| 2013      | с   | Сыны анархии                          | Sons of Anarchy              | Эскорт                                   |
| 2013—2014 | с   | Белый воротничок                      | White Collar                 | Ребекка Лоу/Рэйчел Тёрнер                |
| 2014      | ф   | Джон Уик                              | John Wick                    | Эдди                                     |
| 2014—2015 | с   | Девственница Джейн                    | Jane the Virgin              | Роуз Солано                              |
| 2015—2016 | с   | Агент Картер                          | Agent Carter                 | «Дороти (Дотти) Андервуд» / Чёрная вдова |
| 2015      | тф  |                                       | The Magic Stocking           | Линдси Монро                             |
| 2016—2018 | с   | Последний корабль                     | The Last Ship                | Саша Купер                               |
| 2016      | с   | Анатомия страсти                      | Grey's Anatomy               | Меган Хант                               |
| 2017      | ф   | Дьявольские врата                     | Devil's Gate                 | Мария Притчард                           |
| 2017      | тф  | Рождественский отпуск                 | Christmas Getaway            | Эмори                                    |
| 2018      | с   | Новичок                               | The Rookie                   | Моника                                   |
| 2019      | с   | Новый агент Макгайвер                 | MacGyver                     | Шарлотта Коул                            |
| 2020      | с   | Потерянный рай                        | Paradise Lost                | Фрэнсис Форсайт                          |

## Работы в театре
| Год                                     | Русское название           | Оригинальное название | Роль          | Место премьеры                    |
| --------------------------------------- | -------------------------- | --------------------- | ------------- | --------------------------------- |
| 12 октября — 14 ноября, 1999 года       | Сладкоголосая птица юности | Sweet Bird of Youth   |               | La Jolla Playhouse                |
| 21 марта 2005 года                      | Дети и искусство           | Children and Art      |               | Бродвей                           |
| 20 сентября — 23 октября 2005 года      | Шотландская пьеса          | The Scottish Play     | Eden          | La Jolla Playhouse                |
| 9 декабря 2007 года — 9 марта 2008 года | Он мёртв?                  | Is He Dead?           | Cecile Leroux | Бродвей                           |
| 21 января 2008 года                     | Женевьева                  | Geneva                | Begonia Brown | The Players                       |
| 21 января 2011 года                     |                            | Camp Wanatachi        | Продюсер      | La MaMa Experimental Theatre Club |